# Veliko Polje (Slovenië)
Veliko Polje is een plaats in Slovenië en maakt deel uit van de gemeente Sežana in de NUTS-3-regio Obalnokraška. De plaats telde 56 inwoners op 1 januari 2020.